# 안토니오 페티그루
안토니오 페티그루(영어: Antonio Pettigrew, 1967년 11월 3일 - 2010년 8월 10일)는 미국의 육상 선수로 400m에서 전문적으로 활약했다.

## 생애
그는 조지아주 메이컨에서 태어났다.
그는 1991년 세계 선수권 대회 400m에서 금메달을 획득했고 1600m 계주에서 은메달을 획득했다.
페티그루는 2000년 시드니 하계 올림픽때 미국 대표팀이 1600m 계주 결승에서 우승한후 관중에게 아디다스 스파이크를 던졌다.

## 도핑
2008년에, 검찰은 코치 트레버 그라햄의 재판과 관련된 문서가 금지 약물을 사용한 페티그루를 나열했다. 페티그루는 금지 약물을 사용했다고 자백했고 2008년 5월에 재판에서 그라햄에 대해 증언했다. IAAF 규칙이 결과 발생후 8년 이상을 소급하여 변경하지 않지만, 페티그루는 그 기간에 획득한 메달을 돌려 보냈다. 페티그루가 금지 약물을 사용했다고 자백한후 2000년 시드니 올림픽 미국 1600m 계주 팀은 실격 처리되었다. 그는 이미 현역에서 은퇴했지만, 2008년에 2년동안 선수 자격 정지 징계를 받았다.

## 사망
페티그루는 2010년 8월 10일에 노스캐롤라이나주 채텀 카운티에 있는 그의 잠긴 자동차 뒷좌석에서 죽은채로 발견되었고, 수면제의 증거는 경찰이 발견했다. 10월 13일에 부검 보고서는 그가 디펜히드라민을 포함하는 약물 과다투여로 자살한 것으로 밝혔다. 페티그루는 사망 당시 노스캐롤라이나 대학교 코치였다.

## 참조
1. ↑  페티그루, 도핑으로 2년 선수 자격 정지 징계. BBC Sport 2008년 6월 3일. 2009년 3월 10일